# Agustín Giay
Agustín Giay (San Carlos Centro, Argentina; 16 de enero de 2004) es un futbolista argentino, juega de lateral derecho o volante interior y su actual equipo es Palmeiras del Campeonato Brasileño de Serie A.

## Trayectoria

### Argentino de San Carlos
Realizó la mayor parte de su formación como futbolista en el club Argentino de San Carlos, del cual es confeso hincha. Destacó por sus actuaciones y su calidad de futbolista en los torneos de divisiones formativas de la Liga Santafesina de Futbol. A los trece años quedó seleccionado tras una prueba de jugadores que se realizó el club San Lorenzo de Almagro en su ciudad en 2017. Viajó a la Ciudad de Buenos Aires y con paso en la pensión de San Lorenzo fue formando su camino también con participaciones en las categorías juveniles del seleccionado nacional.
Agustín Giay tiene una relación muy cercana con el club Argentino de San Carlos, tanto así que en semanas de pretemporada cuando se encuentra fuera de su actividad (generalmente en el mes de enero), suele entrenar con el plantel del club sancarlino en las instalaciones de la institución.

### San Lorenzo
Llegó al club en el año 2017 cuando fue seleccionado por un ojeador que visitó San Carlos, en la Provincia de Santa Fe y lo vio en el club Argentino de San Carlos de su ciudad natal.
Hizo su debut en Primera el 19 de abril de 2022 durante la Copa de la Liga en la victoria por 2-1 ante Unión.
Su primer gol en Primera División fue el 9 de julio de 2022 a Boca Juniors, en condición de local, siendo victoria para San Lorenzo por 2 goles a 1.  
Tuvo un buen 2023, iniciado con un gran rendimiento que fue mermando luego de volver del Mundial Sub-20 Argentina 2023, donde por dos desatenciones suyas Argentina quedó eliminada ante Nigeria en Octavos 2 a 0. Su mal rendimiento mostró su pico máximo ante Estudiantes de Mérida, el 27 de junio de 2023, donde generó el gol de Luis Alejandro Arenas Martínez pero fue, en ese partido, que logró un penal a favor El Ciclón para el posterior empate de Adam Bareiro. Desde ahí, su rendimiento volvió a mostrar una buena cara.  
Con un 2024 flojo, causante nuevamente de una derrota internacional en Uruguay ante Liverpool tras un extraño cabezazo que no llegó a destino y de más malos rendimientos que buenos, volvería a las redes el 25 de mayo de 2024 ante Godoy Cruz tras picársela al arquero luego del gran centro propinado por Eric Remedi antes de la posterior suspensión del partido por problemas en la hinchada del Tomba y la tardía reanudación 140 días después, el 12 de octubre, ya sin él en el plantel terminando con el mismo marcador.  

#### Desaparición del 10% de su pase
En el Balance 2021/22 presentado de forma oficial por San Lorenzo el 13 de junio de 2023, figuraba que la institución argentina poseía 90% del pase de Agustín Giay, quedando perdido ese 10% restante para completar el 100. Dicho dato llamó la atención a los hinchas del Ciclón, debido a que Agustín (al ser juvenil del club) no había formado parte de otra entidad profesional previamente la cual pueda ser dueña del porcentaje misteriosamente desaparecido. Fue, entonces, este suceso demandado por Movete Boedo Movete (movimiento de hinchas del club) a la Inspección General de Justicia, quien dijo que se causó un grave daño patrimonial al Club. Cabe mencionar que en el Balance 2020/21 (el anterior) figuraba la posesión absoluta de toda la ficha del jugador, que en el transcurso de esos dos años se perdió. A los directivos cuervos ya le había pasado esto, en su momento con Bautista Merlini y estos mismos argumentaron que fue un "error de tipeo".

### Palmeiras
El 11 de junio de 2024, tras varias especulaciones, se hace efectiva su venta al Porco por 7.5 millones de dólares por el 75% del pase. Por su parte, a San Lorenzo le queda 15 del 25% restante, ese 10% queda vacante debido a la información presentada previamente. De esta manera, se produce su primer ciclo en el extranjero.

## Selección nacional

### Categoría sub-15
En 2019 disputó el Torneo Vlatko Marcovic en Croacia, donde se consagró campeón.
El mismo año integró la Selección Nacional que participó del Campeonato Sudaméricano Sub-15 en Paraguay, obteniendo el subcampeonato.

### Categoría sub-20
Fue titular en un amistoso contra Estados Unidos, siendo posteriormente convocado en 2022 para disputar el Torneo Maurice Revello, donde el seleccionado nacional finalizó en quinto lugar. El 7 de agosto de 2022 siendo capitán de la selección, ganó el torneo L'Alcudia venciendo en la final a la selección uruguaya por 4-0. Metió el gol inicial a los 8 minutos del encuentro.

El 3 de mayo de 2023, fue convocado por el entrenador Javier Mascherano, para conformar el plantel U20, que dispute el Mundial de la especialidad, en Argentina

### Participaciones en Copas del Mundo
| Mundial                  | Sede      | Resultado        | Partidos | Goles | Asistencias |
| ------------------------ | --------- | ---------------- | -------- | ----- | ----------- |
| Copa Mundial Sub-20 2023 | Argentina | Octavos de final | 3        | 0     | 1           |

## Estadísticas

### Clubes
- Actualizado al último partido disputado el 17 de agosto de 2025.

| Club                  | Div.          | Temporada     | Liga  | Liga  | Liga   | Copas nacionales | Copas nacionales | Copas nacionales | Copas internacionales | Copas internacionales | Copas internacionales | Total | Total | Total  |
| Club                  | Div.          | Temporada     | Part. | Goles | Asist. | Part.            | Goles            | Asist.           | Part.                 | Goles                 | Asist.                | Part. | Goles | Asist. |
| --------------------- | ------------- | ------------- | ----- | ----- | ------ | ---------------- | ---------------- | ---------------- | --------------------- | --------------------- | --------------------- | ----- | ----- | ------ |
| San Lorenzo Argentina | 1.ª           | 2022          | 20    | 1     | 0      | 3                | 0                | 0                | -                     | -                     | -                     | 23    | 1     | 0      |
| San Lorenzo Argentina | 1.ª           | 2023          | 14    | 0     | 0      | 18               | 0                | 0                | 9                     | 0                     | 0                     | 41    | 0     | 0      |
| San Lorenzo Argentina | 1.ª           | 2024          | 3     | 1     | 0      | 15               | 0                | 2                | 6                     | 0                     | 0                     | 24    | 1     | 2      |
| San Lorenzo Argentina | Total club    | Total club    | 37    | 2     | 0      | 36               | 0                | 2                | 15                    | 0                     | 0                     | 88    | 2     | 2      |
| Palmeiras · Brasil    | 1.ª           | 2024          | 10    | 0     | 0      | 1                | 0                | 0                | 1                     | 0                     | 0                     | 12    | 0     | 0      |
| Palmeiras · Brasil    | 1.ª           | 2025          | 16    | 0     | 0      | 8                | 0                | 0                | 8                     | 0                     | 0                     | 32    | 0     | 0      |
| Palmeiras · Brasil    | Total club    | Total club    | 26    | 0     | 0      | 9                | 0                | 0                | 9                     | 0                     | 0                     | 44    | 0     | 0      |
| Total carrera         | Total carrera | Total carrera | 63    | 2     | 0      | 45               | 0                | 2                | 24                    | 0                     | 0                     | 132   | 2     | 2      |

### Selección sub-20
- Actualizado al último partido disputado el 31 de mayo de 2023.

| Selección                  | Año   | Amistoso | Amistoso | Amistoso | Campeonato sudamericano | Campeonato sudamericano | Campeonato sudamericano | Copa mundial | Copa mundial | Copa mundial | Total | Total | Total  |
| Selección                  | Año   | Part.    | Goles    | Asist.   | Part.                   | Goles                   | Asist.                  | Part.        | Goles        | Asist.       | Part. | Goles | Asist. |
| -------------------------- | ----- | -------- | -------- | -------- | ----------------------- | ----------------------- | ----------------------- | ------------ | ------------ | ------------ | ----- | ----- | ------ |
| Argentina sub-20 Argentina | 2022  | 7        | 1        | 0        | -                       | -                       | -                       | -            | -            | -            | 7     | 1     | 0      |
| Argentina sub-20 Argentina | 2023  | 1        | 0        | 0        | 2                       | 0                       | 0                       | 3            | 0            | 1            | 6     | 0     | 1      |
| Total                      | Total | 8        | 1        | 0        | 2                       | 0                       | 0                       | 3            | 0            | 1            | 13    | 1     | 1      |

## Palmarés

### Campeonatos internacionales
| Título                                    | Equipo           | Año  |
| ----------------------------------------- | ---------------- | ---- |
| Torneo Internacional Sub-20 de la Alcudia | Argentina sub-20 | 2022 |